# Анхалт
Анхалт (на немски: Fürstenthum Anhalt) е държава от Германския райх (Deutsches Reich), регион в Средна Германия и днес принадлежи към провинция Саксония-Анхалт. Съществува от 1160/1863 до 1945 г.
Княжеството (херцогство) Анхалт е управлявано от род Аскани и е образувано от княжествата: Анхалт-Десау, Анхалт-Кьотен, Анхалт-Бернбург.

## История
Княжеството Анхалт се образува през 1160 г. През 1212 г. се извършва наследствена подялба на рода Аскани. Княз Хайнрих I от Анхалт избира това име, за да се отличава от другите аскански линии. Името Анхалт идва от асканския родствен замък, Бург Анхалт при Харцгероде. Княжеството е част от Свещената Римска империя и след смъртта на княз Хайнрих I през 1252 г. се разделя по наследство на 5 маркграфства Княжество Анхалт-Ашерслебен, Княжество Анхалт-Бернбург, Княжество Анхалт-Десау, Княжество Анхалт-Кьотен, Княжество Анхалт-Цербст. От 1468 до 1603 г. маркграфство Анхалт-Бернбург е в пределите на маркграфство Анхалт-Десау. През 1570 г. княжеството за кратко е обединено и през 1603 г. отново се разделя на отделни малки държави.
През 1806 г. князът на Анхалт-Бернбург Алексиус Фридрих Кристиан получава от последния император на Свещената Римска империя, Франц II, правото да се нарича „херцог“. През 1807 г. княжествата Анхалт-Десау и Анхалт-Кьотен са издигнати от Наполеон I на херцогства и влизат на 18 април 1807 г. в Рейнския съюз (Rheinbund). След освободителните войни те стават членове на Германски съюз (Deutsches Bund).
След изчезването на линиите Кьотен (1847) и Бернбург (1863) се идва до сливане на трите херцогства в Обединено Херцогство Анхалт със столица Десау, което съществува от 1863 до 1918 г.
Между 1918 и 1934 г. Анхалт е Свободна държава Анхалт (Freistaat Anhalt) във Ваймарската република. След 1945 г. част от държавата заедно с пруската провинция Саксония е в ГДР и от 1947 до 1952 г. се казва Саксония-Анхалт. През 1990 г. се създава отново провинцията Саксония-Анхалт.

## Херцози на Анхалт
- Албрехт І (ок. 1100 – 1170) (1160 – 1170)
- Бернхард ІІІ (1140 – 1212) (1170 – 1212); херцог на Саксония (1180 – 1212)
- Хайнрих I (ок. 1170 – 1252) (1212 – 1252)

- Леополд ІV (1794 – 1871) (1863 – 1871)
- Фридрих І (1831 – 1904) (1871 – 1904)
- Фридрих ІІ (1856 – 1918) (1904 – 1918)
- Едуард (1861 – 1918) (21 април – 13 септември 1918)
- Йоахим-Ернст (1901 –1947) (13 септември – 12 ноември 1918)